# Obrácení svatého Pavla
Obrácení svatého Pavla je novozákonní událost a církevní svátek.
Pavel, původním jménem Saul, jako horlivý farizeus byl na cestě do Damašku, kam nesl tzv. doporučující listy pro zatýkání křesťanů. Dle biblického podání byl zastaven na cestě září a Kristovým hlasem: "Saule, Saule, proč mne pronásleduješ?" Sk 22, 6–21 (Kral, ČEP)
Kristus se pak dal Pavlovi poznat a navíc mu k pomoci poslal Žida Ananiáše, který o něm vydal svědectví těm, které původně Saul/Pavel pronásledoval. Následně se stal největším křesťanským misionářem.

## Připomínka

### Úcta
Svátek obrácení sv. Pavla se slaví v některých církvích 25. ledna.
Dedikaci Obrácení sv. Pavla má například římskokatolický kostel v Brandýse nad Labem.

### Umění
Událost se stala námětem mnoha uměleckých děl, nejznámější je obraz Obrácení svatého Pavla od Caravaggia z roku 1601.